# Joan Wallach Scott

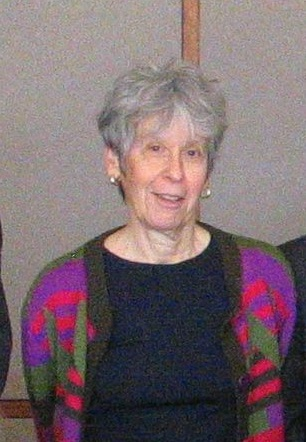
Joan Wallach Scott, 2007

Joan Wallach Scott (* 18. Dezember 1941) ist eine US-amerikanische Historikerin. Sie ist emeritierte Professorin an der School of Social Science am Institute for Advanced Study in Princeton (New Jersey).

## Leben
Joan Scott wurde als Nichte des Schauspielers Eli Wallach geboren. Sie studierte ab 1962 an der Brandeis University in Massachusetts und promovierte an der University of Wisconsin–Madison im Jahr 1969. Anschließend lehrte sie Geschichte an den Universitäten von Illinois in Chicago, der Northwestern University, der University of North Carolina in Chapel Hill, der Rutgers University und der Johns Hopkins University. An der Brown University war sie Gründungsmitglied des Pembroke-Zentrums für Lehre und Forschung über Frauen. Scott war Vorsitzende des Ausschusses der American Association of University Professors (AAUP).
Aus ihrer Ehe mit dem Historiker Donald Scott gingen zwei Kinder hervor, darunter der Filmkritiker A. O. Scott.

## Forschung zum Säkularismus
In ihrem einflussreichen Buch Sex and Secularism (2017) analysiert Scott den Säkularismusdiskurs seit der Aufklärung unter der Fragestellung, ob eine zunehmende Säkularisierung (wie oft behauptet) mit Geschlechtergleichheit einhergeht. Sie kommt dabei zu dem gegenteiligen Schluss, dass nämlich im Zuge des Säkularismus Frauen aus dem öffentlichen Bereich ausgegrenzt wurden, z. B. weil Männer als vernünftig und Frauen als eher religiöser galten. Eine deutschsprachige Zusammenfassung Scotts zentraler Argumente mit besonderem Bezug auf Frankreich ist 2019 unter dem Titel Der neue und der alte französische Säkularismus erschienen.

## Auszeichnungen
Joan Scott erhielt zahlreiche Ehrendoktorwürden, darunter von Harvard, Wisconsin-Madison, der Universität Bergen (Norwegen), und 2012 von Princeton. Mehrere ihrer Bücher gewannen Preise der American Historical Association. 1999 wurde sie mit dem Hans-Sigrist-Preis der Universität Bern für Gender Studies ausgezeichnet. Zudem wurde sie 2008 in die American Academy of Arts and Sciences aufgenommen.

## Schriften (Auswahl)
- The Glassworkers of Carmaux: French Craftsmen and Political Action in a Nineteenth Century City, Cambridge, MA: Harvard University Press, 1974; Übersetzung ins Französische bei Flammarion, 1982.
- Women, Work and Family (zusammen mit Louise Tilly). New York: Holt, Rinehart and Winston, 1978; Routledge, 1987; übersetzt ins Italienische, Französische und Koreanische
- Gender and the Politics of History. New York: Columbia University Press, 1988; Japanische und spanische Übersetzung.
- Only Paradoxes to Offer: French Feminists and the Rights of Man. Harvard, University Press, 1996; Übersetzung in Französisch, Portugiesisch und Koreanisch.
- Parité: Sexual Equality and the Crisis of French Universalism. Chicago: University of Chicago Press, 2005. Französische und koreanische Übersetzungen.
- The Politics of the Veil. Princeton University Press, 2007. Bulgarische und arabische Übersetzungen.
- Théorie Critique de l’Histoire: Identités, expériences, politiques. Fayard, 2009.
- Sex and Secularism. Princeton University Press, 2017.
- Der neue und der alte französische Säkularismus. Göttingen: Wallstein Verlag, 2019. Aus dem Englischen von Karin Wördemann.